# Sergei Iwanowitsch Korschinski

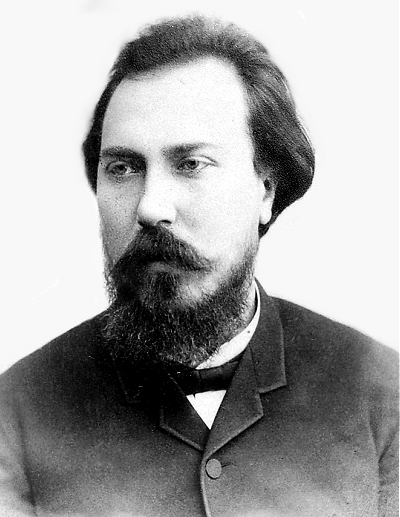
Sergei Iwanowitsch Korschinski

Sergei Iwanowitsch Korschinski (russisch Сергей Иванович Коржинский Sergei Ivanovitsch Korshinsky, Korzhinsky, Koržinskij) (* 26. Augustjul. / 7. September 1861greg. in Astrachan; † 18. Novemberjul. / 1. Dezember 1900greg. in St. Petersburg) war ein russischer
Botaniker, Genetiker und Hochschullehrer.
Sein botanisches Autorenkürzel lautet Korsh.

## Leben
Korschinskis Vorfahren waren Saporoger Kosaken. Sein Vater Iwan Jakowlewitsch Korschinski war Arzt und starb früh, so dass Korschinski bei seiner ältesten Schwester Marija Iwanowna aufwuchs. Er trat 1874 in das Astrachaner Klassische Gymnasium ein und verließ es 1881 mit einer Goldmedaille. Er interessierte sich früh für Botanik und unternahm botanische Exkursionen ins Wolgadelta, wofür er vom Gymnasium mit einem Botanik-Buch belohnt wurde.
Korschinski studierte an der Universität Kasan in der naturwissenschaftlichen Abteilung der Physikalisch-Mathematischen Fakultät. Mit seiner ersten wissenschaftlichen Arbeit über die Flora der Umgebung Astrachans machte er auf sich aufmerksam. Den Sommer 1883 verbrachte er im Wolgadelta. Im nächsten Jahr studierte er die Sporenpflanzen im Gouvernement Kasan und dann die Nordgrenze des Schwarzerde-Steppengürtels. Nach dem Studienabschluss 1885 konnte er an der Universität bleiben, um sich auf eine Professur vorzubereiten. Im April 1887 verteidigte er mit Erfolg seine Dissertation über die Geographie, Morphologie und Biologie der Aldrovanda vesiculosa L. für die Promotion zum Magister der Botanik. Er lehrte als Privatdozent an der Universität Kasan. Er untersuchte die Verteilung der Pflanzen auf den verschiedenen Böden der Formationen und Fazies und entwickelte eine Klassifikation der Bodentypen im Hinblick auf Wechselwirkung von Böden und Vegetation. Seine Vorstellungen über Genese und Entwicklung der Waldsteppe-Böden stellte er in seiner Doktor-Dissertation über die Nordgrenze des Schwarzerde-Steppengürtels des europäischen Russlands in botanisch-geographischer und bodenkundlicher Hinsicht dar, mit der er 1888 zum Doktor der Botanik promoviert und zum Professor an der gerade eröffneten Universität Tomsk ernannt wurde. Mit seinen Arbeiten schuf er die Grundlagen für die spätere Entwicklung der russischen Geobotanik. Er begründete die Hypothese des Eindringens des Waldes in die Steppe.
Im September 1888 hielt Korschinski die erste Vorlesung an der Universität Tomsk über das Leben. Er war Mitglied des Universitätsdirektoriums und des Kuratorium  für das Studentenwohnheim. Korschinskis Nachfolger in Kasan war Andrei Jakowlewitsch Gordjagin. Korschinski wurde Gründungsdirektor des Sibirischen Botanischen Gartens an der Universität Tomsk und führte wissenschaftliche Expeditionen in die Umgebung Tomsks, in die Barabasteppe, die Kulundasteppe und 1890 an den Balchaschsee durch. 1891 untersuchte er im Auftrag der Ostsibirischen Abteilung der Russischen Geographischen Gesellschaft am Amur die Flora und die Eignung des Gebiets für die Kolonisation mit ökonomischer Bewertung der Böden und Vegetation für die landwirtschaftliche Erschließung. Er war Gründungsmitglied der Gesellschaft der Naturforscher und Ärzte an der Universität Tomsk und hielt öffentliche Vorlesungen. Er erstellte sein großes Werk über die Flora Russlands. Als Zarewitsch Nikolaus auf seiner Weltreise mit der Panzerfregatte Pamjat Asowa nach dem Ōtsu-Zwischenfall 1891 auf Befehl seines Vaters aus Japan durch Sibirien zurückreiste, führte ihm Korschinski in Tomsk das Herbarium der Pflanzen Sibiriens vor, worauf Nikolaus ihm aus seinen persönlichen Mitteln die nötige Summe für die Veröffentlichung der Flora Russlands zur Verfügung stellte. Zurück in St. Petersburg bat Nikolaus seinen Onkel und Präsidenten der Kaiserlichen Akademie der Wissenschaften Großfürst Konstantin Konstantinowitsch, Korschinskis Wahl in die Kaiserliche Akademie der Wissenschaften zu fördern.

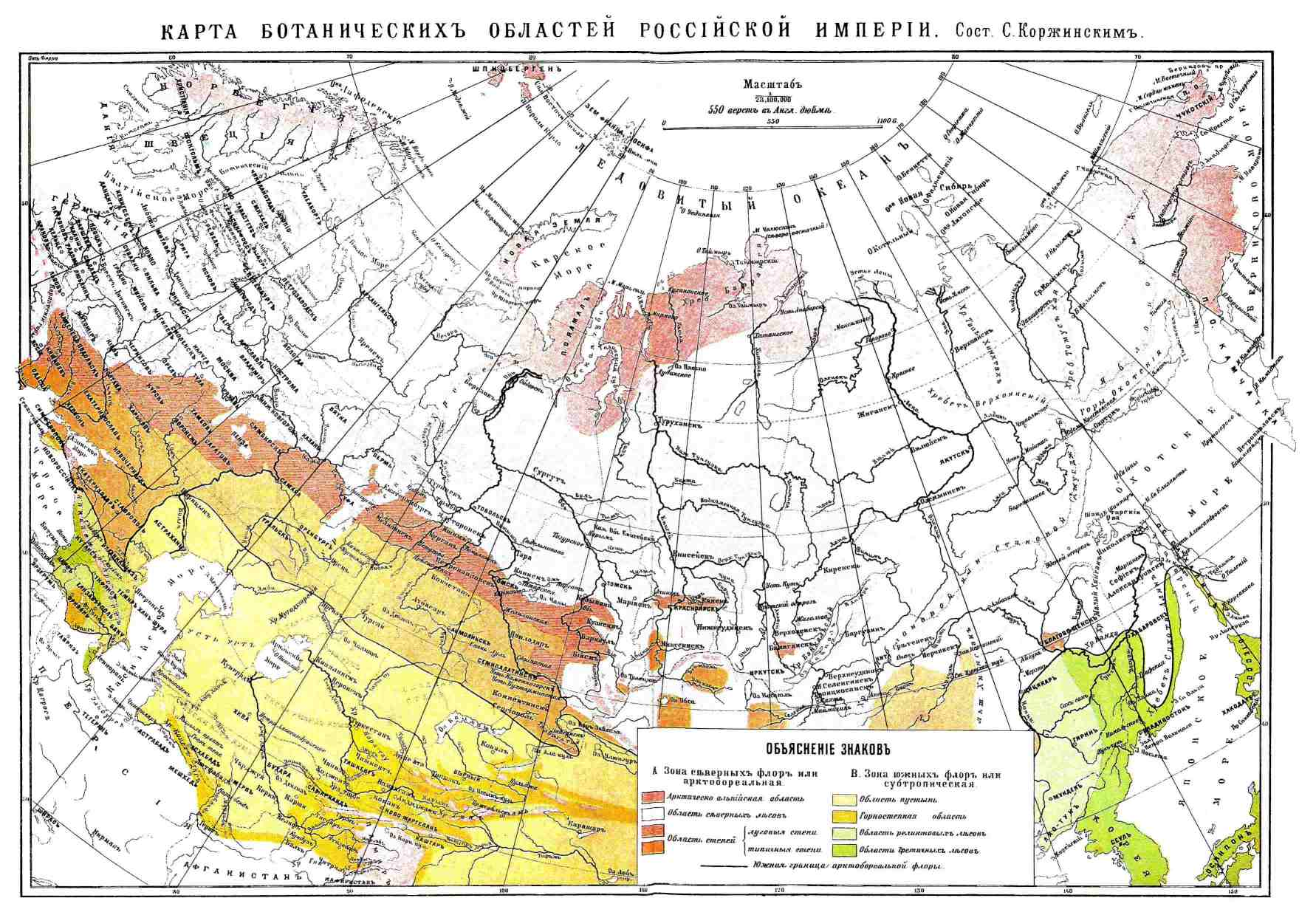
Korschinskis Karte der erforschten Gebiete Russlands

1892 wurde Korschinski nach St. Petersburg berufen und zum Chefbotaniker des Kaiserlichen Botanischen Gartens St. Petersburg ernannt. 1893 wurde er Direktor des Botanischen Museums der Kaiserlichen Akademie der Wissenschaften. Daneben war er Professor an den Höheren Kursen für Frauen. Er forschte weiter und besuchte Polesien, das Gouvernement Orenburg, Zentralasien und den Altai. 1896 wurde Korschinski zum Außerordentlichen Mitglied der Kaiserlichen Akademie der Wissenschaften ernannt. 1898 wurde er zum Wirklichen Staatsrat ernannt (4. Rangklasse). 1898 und 1899 studierte er zur Zeit der Traubenlese auf der Krim 115 Weinrebenarten und erstellte eine erste Ampelographie der Krim, die nach seinem Tode 1909 veröffentlicht wurde.
Korschinskis Untersuchungen von selbstbestäubenden, kleistogamen, hybridogenetischen Arten und von Makromutationen (auch bekannt als Saltationen) führten ihn zu der Vorstellung, dass einerseits sprunghafte Änderungen die Hauptrolle in der Evolution spielten und andererseits die Selektion die Artenvielfalt verminderte. Damit griff er der Mutationstheorie des Biologen Hugo de Vries, der „Theorie der heterogenen Zeugung“ Albert von Koellikers und den späteren Entwicklungen der Evolutionstheorie vor. Kritisiert wurde Korschinski von einem der ersten Vertreter der Vorstellungen Charles Darwins Kliment Arkadjewitsch Timirjasew und dem Botaniker Waleri Iwanowitsch Talijew.
Der Geologe Dmitri Sergejewitsch Korschinski war Koschinskis Sohn.
Korschinski wurde auf dem St. Petersburger Nikolaus-Friedhof begraben.
Nach Korschinski ist die Gattung Korshinskia der Apiaceae benannt. Sein Name im International Plant Names Index ist Korsh.

## Ehrungen, Preise
- Sankt-Stanislaus-Orden III. Klasse (1891), II. Klasse (1896)[5]
- Goldener Stern des Emirats Buchara[5]